# Digging to China
Pour plus de détails, voir Fiche technique et Distribution.
Digging to China est un film américain réalisé par Timothy Hutton, sorti en 1997. 

## Synopsis
Une fillette à l'imagination fertile se lie d'amitié le temps d'une semaine avec un simple d'esprit.

## Fiche technique
- Titre : Digging to China
- Réalisation : Timothy Hutton
- Scénario : Karen Janszen
- Musique : Cynthia Millar
- Photographie : Jörgen Persson
- Montage : Dana Congdon & Alain Jakubowicz
- Production : John Davis, J. Todd Harris, Alan Mruvka & Marilyn Vance
- Sociétés de production : Davis Entertainment Classics, Digging to China LLC, Moonstone Entertainment & Mosquito Productions
- Société de distribution : Legacy Releasing Corporation
- Pays de production :  États-Unis
- Langue : Anglais
- Format : Couleur - Dolby - 35 mm
- Genre : Drame
- Durée : 99 min

## Distribution
- Evan Rachel Wood : Harriet Frankovitz
- Kevin Bacon (VF : Pierre Laurent) : Ricky Schroth
- Mary Stuart Masterson : Gwen Frankovitz
- Marian Seldes : Leah Schroth
- Cathy Moriarty : Mme Frankovitz
- Nicole Burdette (VF : Déborah Perret) : Miss Mosher
- Amanda Minikus : Sonia

## Autour du film
- Premier film pour la jeune Evan Rachel Wood alors âgée de 10 ans.
- A ce jour, il s'agit de la première et dernière réalisation cinématographique de l'acteur Timothy Hutton.
- Alors que Cathy Moriarty est censée jouer la mère de Mary Stuart Masterson, cette dernière n'a en fait que six ans de moins.